# لئو کالاهان
لئو کالاهان (انگلیسی: Leo Callaghan; ۵ فوریهٔ ۱۹۲۴ – ۸ ژانویهٔ ۱۹۸۷) داور فوتبال اهل بریتانیا بود.
از مسابقات مهمی که وی قضاوت کرده است میتوان به جام جهانی فوتبال ۱۹۶۶ و فینال جام حذفی فوتبال انگلستان ۱۹۶۸ اشاره کرد.